# Filmfestivalen i Cannes 2020

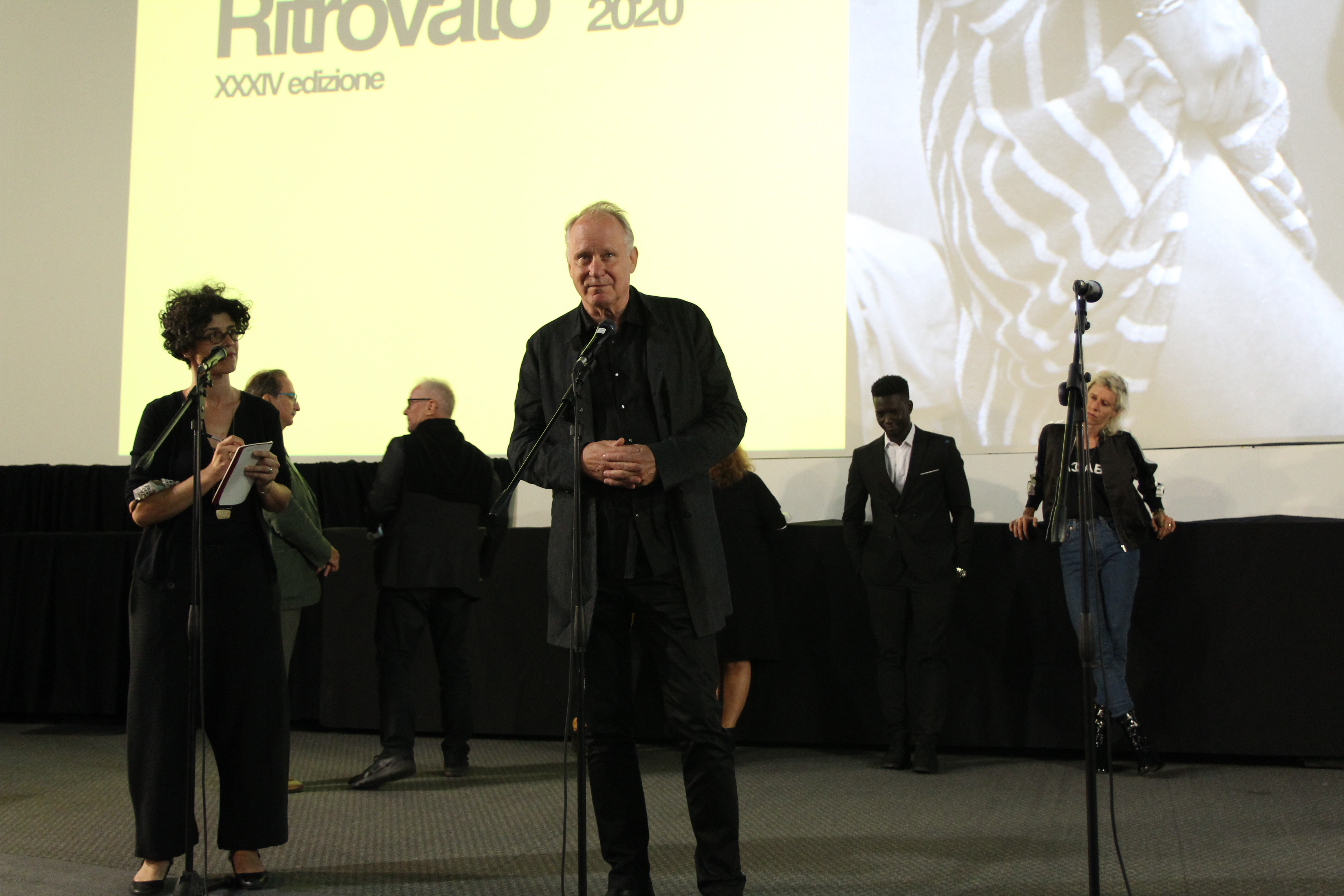
Skådespelaren Stellan Skarsgård och ledaren för filmfestivalen i Cannes Thierry Frémaux (i bakgrunden) vid premiären av Last Words under Cinema Ritrovato Festival i augusti 2020. Filmen var planerad att presenteras i Cannes innan festivalen ställdes in på grund av COVID-19-pandemin.

Den 73:e årliga filmfestivalen i Cannes var planerad att äga rum den 12 till 23 maj 2020. Den 13 januari 2020 utsågs Spike Lee till juryns ordförande. Men på grund av COVID-19-pandemin i Frankrike meddelade festivalledningen den 14 april 2020 att festivalen inte kunde hållas i sin "ursprungliga form", men alternativa sätt att hålla festivalen utforskades.
I ett tidigt skede övervägde festivalledningen att hålla festivalen i juni eller juli efter att ha beslutat att inte ställa in evenemanget. I mitten av mars omvandlades festivalens huvudplats, Grand Auditorium Louis Lumière, till ett tillfälligt härbärge för hemlösa. I maj 2020 tillkännagavs att ingen fysisk festival skulle äga rum,  istället bekräftades ett reviderat officiellt urval av filmer den 3 juni 2020. I samband med en intervju där filmfestivalen Thierry Frémaux tillkännagav det officiella urvalet av filmer, meddelade han att han förde samtal med Spike Lee om att få honom som ordförande för juryn i 2021 års upplaga istället. Han bekräftade också att Lees film Da 5 Bloods skulle vara Netflixs återkomst till den röda mattan i kategorin Out of Competition.
I september meddelade arrangörerna att en begränsad utomhusfestival med visningar av fyra officiella urvalsfilmer, kortfilmtävlingen och Cinéfondation Selection skulle äga rum på Croisette 27-29 oktober. Kritikerveckan-programmet lanserade också en gratis online-screening av sina kortfilmsval i oktober.

## Officiellt urval
Det officiella urvalet har delats in i underkategorier, som regissörer eller genrer, inte som konkurrenter.

### De trogna (eller åtminstone utvalda en gång tidigare)
| Engelsk titel                    | Originaltitel                    | Regissör(er)      | Produktionsland                                 |
| -------------------------------- | -------------------------------- | ----------------- | ----------------------------------------------- |
| The French Dispatch              | The French Dispatch              | Wes Anderson      | USA, Tyskland                                   |
| Summer of 85                     | Été 85                           | François Ozon     | Frankrike                                       |
| True Mothers                     | Asa ga Kuru                      | Naomi Kawase      | Japan                                           |
| Lovers Rock                      | Lovers Rock                      | Steve McQueen     | Storbritannien                                  |
| Mangrove                         | Mangrove                         | Steve McQueen     | Storbritannien                                  |
| Another Round                    | Druk                             | Thomas Vinterberg | Danmark                                         |
| DNA                              | ADN                              | Maïwenn           | Frankrike                                       |
| Last Words                       | Last Words                       | Jonathan Nossiter | Förenta staterna                                |
| Heaven: To the Land of Happiness | Heaven: To the Land of Happiness | Im Sang-soo       | Sydkorea                                        |
| Memories of My Father            | El olvido que seremos            | Fernando Trueba   | Colombia                                        |
| Peniinsula                       | Bando                            | Yeon Sang-ho      | Sydkorea                                        |
| In the Dusk                      | Sutemose                         | Šarūnas Bartas    | Litauen, Frankrike, Serbien, Tjeckien, Lettland |
| Home Front                       | Des hommes                       | Lucas Belvaux     | Frankrike, Belgien                              |
| The Real Thing                   | Honki no Shirushi                | Kōji Fukada       | Japan                                           |

### Nykomlingarna
| Engelsk titel      | Originaltitel                               | Regissör(er)                       | Produktionsland            |
| ------------------ | ------------------------------------------- | ---------------------------------- | -------------------------- |
| Simple Passion     | Passion simple                              | Danielle Arbid                     | Frankrike, Belgien         |
| A Good Man         | A Good Man                                  | Marie-Castille Mention-Schaar      | Frankrike, Belgien         |
| Love Affair(s)     | Les Choses qu'on dit, les choses qu'on fait | Emmanuel Mouret                    | Frankrike                  |
| Souad              | Souad                                       | Ayten Amin                         | Egypten                    |
| Limbo              | Limbo                                       | Ben Sharrock                       | Storbritannien             |
| Red Soil           | Rouge                                       | Farid Bentoumi                     | Frankrike, Belgien         |
| Sweat              | Sweat                                       | Magnus von Horn                    | Sverige, Polen             |
| Teddy              |                                             | Ludovic Boukherma, Zoran Boukherma | Frankrike                  |
| February           | Février                                     | Kamen Kalev                        | Bulgarien, Frankrike       |
| Ammonite           | Ammonite                                    | Francis Lee                        | Storbritannien, Australien |
| Un médecin de nuit | Un médecin de nuit                          | Elie Wajeman                       | Frankrike                  |
| Enfant Terrible    | Enfant Terrible                             | Oskar Roehler                      | Tyskland                   |
| Nadia, Butterfly   | Nadia, Butterfly                            | Pascal Plante                      | Kanada                     |
| Here We Are        | Here We Are                                 | Nir Bergman                        | Israel, Italien            |

### Omnibus Film
| Engelsk titel                  | Originaltitel | Regissör (er)                                                                     | Produktionsland |
| ------------------------------ | ------------- | --------------------------------------------------------------------------------- | --------------- |
| Septet: The Story of Hong Kong | 七 人 樂隊    | Sammo Hung, Ann Hui, Patrick Tam, Yuen Woo-ping, Johnnie To, Ringo Lam, Tsui Hark | Hong Kong       |

### The First  Features
| Engelsk titel                                                  | Originaltitel                         | Regissör(er)                  | Produktionsland                   |
| -------------------------------------------------------------- | ------------------------------------- | ----------------------------- | --------------------------------- |
| Falling                                                        | Falling                               | Viggo Mortensen               | USA, Storbritannien, Kanada       |
| Pleasure                                                       | Pleasure                              | Ninja Thyberg                 | Sverige, Nederländerna, Frankrike |
| Slalom                                                         | Slalom                                | Charlène Favier               | Frankrike                         |
| Memory House                                                   | Casa de Antiguidades                  | João Paulo Miranda Maria      | Brasilien, Frankrike              |
| Broken Keys                                                    | Broken Keys                           | Jimmy Keyrouz                 | Libanon, USA, Frankrike, Cypern   |
| Ibrahim                                                        | Ibrahim                               | Samir Guesmi                  | Frankrike                         |
| Beginning                                                      | Dasatskisi                            | Déa Kulumbegashvili           | Georgien                          |
| Gagarine                                                       | Gagarine                              | Fanny Liatard, Jérémy Trouilh | Frankrike                         |
| Vaurien                                                        | Vaurien                               | Peter Dourountzis             | Frankrike                         |
| My Best Part                                                   | Garçon chiffong                       | Nicolas Maury                 | Frankrike                         |
| Should the Wind Drop (presenteras med ACID-parallellsektionen) | Si le vent tombe                      | Nora Martirosyan              | Frankrike, Belgien, Armenien      |
| John and the Hole                                              | John and the Hole                     | Pascual Sisto                 | Förenta staterna                  |
| Spring Blossom                                                 | 16 printemps                          | Suzanne Lindon                | Frankrike                         |
| Striding in the Wind                                           | Ye Ma Fen Zong                        | Wei Shujun                    | Kina                              |
| The Death of Cinema and my Father Too                          | The Death of Cinema and my Father Too | Dani Rosenberg                | Israel                            |

### Dokumentärfilmer
| Engelsk titel          | Originaltitel             | Regissör(er)                   | Produktionsland           |
| ---------------------- | ------------------------- | ------------------------------ | ------------------------- |
| Downstream to Kinshasa | En route pour le milliard | Dieudo Hamadi                  | Kongo, Belgien, Frankrike |
| The Truffle Hunters    | The Truffle Hunters       | Michael Dweck, Gregory Kershaw | USA, Italien, Grekland    |
| 9 Jours à Raqqa        | 9 Jours à Raqqa           | Xavier de Lauzanne             | Frankrike                 |

### Komedifilmer
| Engelsk titel                        | Originaltitel                        | Regissör(er)     | Produktionsland |
| ------------------------------------ | ------------------------------------ | ---------------- | --------------- |
| My Donkey, My Lover & I              | Antoinette dans les Cévènnes         | Caroline Vignal  | Frankrike       |
| French Tech                          | Les deux Alfred                      | Bruno Podalydès  | Frankrike       |
| The Big Hit                          | En triomf                            | Emmanuel Courcol | Frankrike       |
| L'Origine du monde (Första långfilm) | L'Origine du monde (Första långfilm) | Laurent Lafitte  | Frankrike       |
| Talet                                | Le Discours                          | Laurent Tirard   | Frankrike       |

### Animerade filmer
| Engelsk titel           | Originaltitel           | Regissör(er)          | Produktionsland                    |
| ----------------------- | ----------------------- | --------------------- | ---------------------------------- |
| Earwig and the Witch    | Aya to Majo             | Gorō Miyazaki         | Japan                              |
| Flee                    | Flee                    | Jonas Poher Rasmussen | Danmark, Frankrike, Sverige, Norge |
| Josep (Första långfilm) | Josep (Första långfilm) | Aurel                 | Frankrike                          |
| Soul                    | Soul                    | Pete Docter           | Förenta staterna                   |

### Kortfilmer
De filmer som valts ut för kortfilmstävlingen tillkännagavs den 19 juni, några veckor efter de andra urvalen. Trots att festivalen i stort ställdes in, indikerades det att tävlingen skulle fortsätta på hösten, men att exakta datum och jurymedlemmar som skulle utnämnas vid ett senare tillfälle. I september tillkännagavs det att kortfilmerna skulle visas som en del av den speciella utomhusvisningsserien på Croisette i oktober.
I slutet av visningsserien på Croisette tilldelades Guldpalmen för bästa kortfilm till Sameh Alaa för filmen I'm Afraid to Forget Your Face.
| Engelsk titel                  | Originaltitel              | Regissör(er)                       | Produktionsland                       |
| ------------------------------ | -------------------------- | ---------------------------------- | ------------------------------------- |
| Benjamin, Benny, Ben           | Benjamin, Benny, Ben       | Paul Shkordoff                     | Kanada                                |
| Blue Fear                      | Filles bleue, peur blanche | Marie Jacotey, Lola Halifa-Legrand | Frankrike                             |
| Camille, Contactless           | Camille sans contact       | Paul Nouhet                        | Frankrike                             |
| David                          | David                      | Zachary Woods                      | Förenta staterna                      |
| I'm Afraid to Forget Your Face | ستاشر / Settashar          | Sameh Alaa                         | Egypten / Frankrike / Belgien / Qatar |
| The Lamb of God                | O Cordeiro de Deus         | David Pinheiro Vicente             | Portugal / Frankrike                  |
| Motorway65                     | Motorway65                 | Evi Kalogiropoulou                 | Grekland                              |
| Mountain Cat                   | Shiluus                    | Lkhagvadulam Purev-Ochir           | Mongoliet / Storbritannien            |
| Son of Sodom                   | Son of Sodom               | Theo Montoya                       | Colombia / Argentina                  |
| Stéphanie                      | Stéphanie                  | Leonardo Van Dijl                  | Belgien                               |
| Sudden Light                   | Sudden Light               | Sophie Littman                     | Storbritannien                        |

### Cinéfondation Selection
Juryn för kortfilm och Cinéfondation Jury bestod av Damien Bonnard, Rachid Bouchareb, Claire Burger, Charles Gillibert, Dea Kulumbegashvili och Céline Sallette. Den 28 oktober 2020 delades 2020 års priser i Cinéfondation filmskoletävling ut på scenen Grand Théâtre Lumière som del av ”Cannes 2020 Special”. Första pris tilldelades Ashmita Guha Neogi för filmen Catdog, andra pris gick till Yelyzaveta Pysmak för filmen My Fat Ass and I och det delade tredje priset tilldelades Lucia Chicos för filmen Contraindications.
| Engelsk titel                    | Originaltitel                         | Regissör(er)                       | Produktionsland |
| -------------------------------- | ------------------------------------- | ---------------------------------- | --------------- |
| Agapé                            | Agapé                                 | Márk Beleznai                      | Ungern          |
| Carcass                          | Carcasse                              | Timothée Maubrey                   | Frankrike       |
| Catdog                           | Catdog                                | Ashmita Guha Neogi                 | Indien          |
| Contraindications                | Contraindicatii                       | Lucia Chicos                       | Rumänien        |
| Corte                            | Corte                                 | Afonso Rapazote, Bernardo Rapazote | Portugal        |
| The Last Ferry From Grass Island | Dou Zeoi Gu Si                        | Zhang Linhan                       | Hong Kong / USA |
| When We Leave                    | En Avant                              | Mitchelle Tamariz                  | Frankrike       |
| I Want to Return Return Return   | I Want to Return Return Return        | Elsa Rosengren                     | Tyskland        |
| My Fat Arse And I                | Ja I Moja Gruba Dupa                  | Yelyzaveta Pysmak                  | Polen / Ukraina |
| Bird´s Song                      | Le chant de l'oiseau                  | Sarah Imsand                       | Schweiz         |
| Cinese Wall                      | Muralla Kina                          | Santiago Barzi                     | Argentina       |
| Neurim                           | Neurim                                | Shaylee Atary                      | Israel          |
| Nobody Said I Have to Love You   | Nihče ni rekel, da te moram imeti rad | Matjaž Jamnik                      | Slovenien       |
| Pile                             | Pile                                  | Toby Auberg                        | Storbritannien  |
| Twenty                           | Seonginsik                            | Kim Min-Ju                         | Sydkorea        |
| Taipei Suicide Story             | Taipei Suicide Story                  | KEFF                               | Taiwan          |
| Tamou                            | Tamou                                 | Tzor Edery, Tom Prezman            | Israel          |

### Cannes Classics
Hela uppställningen för Cannes Classics-sektionen tillkännagavs den 17 juli 2020.

#### Restaureringar
| Engelsk titel                              | Originaltitel                              | Regissör(er)                        | Produktionsland         |
| ------------------------------------------ | ------------------------------------------ | ----------------------------------- | ----------------------- |
| In the Mood for Love (2000)                | In the Mood for Love (2000)                | Wong Kar-Wai                        | Hong Kong               |
| Friendship's Death (1987)                  | Friendship's Death (1987)                  | Peter Wollen                        | Storbritannien          |
| The Story of a Three-Day Pass (1967)       | La Permission                              | Melvin Van Peebles                  | Frankrike               |
| July Rain (1966)                           | Июльский дождь / Ijulskiij dozjd           | Marlen Chutsiev                     | Ryssland                |
| Quand les femmes ont pris la colère (1977) | Quand les femmes ont pris la colère (1977) | Soizick Chappedelaine, René Vautier | Frankrike               |
| Get Out Your Handkerchiefs (1978)          | Préparez vos mouchoirs                     | Bertrand Blier                      | Frankrike               |
| Hester Street (1973)                       | Hester Street (1973)                       | Joan Micklin Silver                 | Förenta staterna        |
| Who´s Singing Over There (1980)            | Ko till tamo peva                          | Slobodan Šijan                      | Serbien                 |
| Black Silk (1961)                          | แพร ดำ / Prae dum                          | RD Pestonji                         | Thailand                |
| New Year Sacrifice(1956)                   | 祝福/ Zhu fu                               | Hu Sang                             | Kina                    |
| Upthrown Stone (1968)                      | Feldobott kő                               | Sándor Sára                         | Ungern                  |
| Neige (1981)                               | Neige (1981)                               | Juliet Berto, Jean-Henri Roger      | Frankrike               |
| The Wasps Are Here (1978)                  | බඹරු ඇවිත් / Bambaru Avith                    | Dharmasena Pathiraja                | Sri Lanka               |
| This is My Country (1984)                  | Bayan ko: Kapit sa patalim                 | Lino Brocka                         | Filippinerna, Frankrike |
| La Poupée (1962)                           | La Poupée (1962)                           | Jacques Baratier                    | Frankrike               |
| The Hourglass Sanatory (1973)              | Sanatorium pod klepsydrą                   | Wojciech har                        | Polen                   |
| America as Seen by a Frenchman (1959)      | L'Amérique insolite                        | François Reichenbach                | Frankrike               |
| The Ninth Circle (1960)                    | Deveti krug                                | Frankrike Štiglic                   | Kroatien                |
| Muhammad Ali the Greatest (1974)           | Muhammad Ali the Greatest (1974)           | William Klein                       | Frankrike               |

#### Martin Scorsese's Film Foundation firar sin 30-årsdag
| Engelsk titel                     | Originaltitel             | Regissör(er)         | Produktionsland |
| --------------------------------- | ------------------------- | -------------------- | --------------- |
| Accattone (1961)                  | Accattone (1961)          | Pier Paolo Pasolini  | Italien         |
| The Game Chess of the Wind (1976) | شطرنج باد / Shatranje bad | Mohammad Reza Aslani | Iran            |

#### Federico 100
| Engelsk titel          | Originaltitel          | Regissör(er)                       | Produktionsland  |
| ---------------------- | ---------------------- | ---------------------------------- | ---------------- |
| La strada (1956)       | La strada (1956)       | Federico Fellini                   | Italien          |
| Variety Lights (1950)  | Luci del varietà       | Alberto Lattuada, Federico Fellini | Italien          |
| Fellini of the Spirits | Fellini of the Spirits | Anselma dell'Olio                  | Italien, Belgien |

#### À Bout de souffle och L'Avventura fyller 60 år
| Engelsk titel        | Originaltitel     | Regissör(er)           | Produktionsland |
| -------------------- | ----------------- | ---------------------- | --------------- |
| Breathless (1960)    | À bout de souffle | Jean-Luc Godard        | Frankrike       |
| The Adventure (1960) | L'Avventura       | Michelangelo Antonioni | Italien         |

#### Dokumentärer 2020
| Engelsk titel                          | Originaltitel                           | Regissör(er)                 | Produktionsland  |
| -------------------------------------- | --------------------------------------- | ---------------------------- | ---------------- |
| Wim Wenders, Desperado                 | Wim Wenders, Desperado                  | Eric Friedler, Andreas Frege | Tyskland         |
| Alida Valli: In Her Own Words          | Alida Valli: In Her Own Words           | Mimmo Verdesca               | Italien          |
| Charlie Chaplin, The Genius of Liberty | Charlie Chaplin, le génie de la liberté | François Aymé, Yves Jeuland  | Frankrike        |
| Be Water                               | Be Water                                | Bao Nguyen                   | Förenta staterna |
| Belushi                                | Belushi                                 | RJ Cutler                    | Förenta staterna |
| Antena da raça                         | Antena da raça                          | Paloma Rocha, Luís Abramo    | Brasilien        |

## Parallella sektioner

### Internationella kritikerveckan
Följande filmer har fått en speciell och officiell etikett av Internationella kritikerveckan

#### Funktioner
| Engelsk titel    | Originaltitel           | Regissör(er)         | Produktionsland           |
| ---------------- | ----------------------- | -------------------- | ------------------------- |
| After Love       | After Love              | Aleem Khan           | Storbritannien, Frankrike |
| Gold for Dogs    | De l'or pour les chiens | Anna Cazenave Cambet | Frankrike                 |
| The Swarm        | La Nuée                 | Bara Philippot       | Frankrike                 |
| Skies of Lebanon | Sous le ciel d'Alice    | Chloé Mazlo          | Frankrike                 |
| Beasts           | La Terre des hommes     | Naël Marandin        | Frankrike                 |

#### Kortfilmer
| Engelsk titel        | Originaltitel              | Regissör(er)               | Produktionsland |
| -------------------- | -------------------------- | -------------------------- | --------------- |
| August 22, This Year | August 22, This Year       | Graham Foy                 | Kanada          |
| Towards Evening      | Axşama doğru               | Teymur Hajiyev             | Azerbajdzjan    |
| Dustin               | Dustin                     | Naïla Guiguet              | Frankrike       |
| Foreigner            | Forastera                  | Lucía Aleñar Iglesias      | Spanien         |
| Good Thanks, You?    | Good Thanks, You?          | Molly Manning Walker       | Storbritannien  |
| Humongous!           | と て つ も な く 大 き な | Aya Kazawoe                | Japan           |
| Maalbeek             | Maalbeek                   | Ismaël Joffroy Chandoutis  | Frankrike       |
| Marlon Brando        | Marlon Brando              | Vincent Tilanus            | Nederländerna   |
| Menarche             | Menarca                    | Lillah Halla               | Brasilien       |
| White Goldfish       | White Goldfish             | Jan Roossens, Raf Roossens | Belgien         |

### Directors´ Fortnight
Ett fullständigt urval av Directors´ Fortnight kunde inte meddelas då listan var ofullständig när festivalen avbröts. Två titlar tillkännagavs dock i juli 2020 så att de kunde använda Director's Fortnight-etiketten. 
| Engelsk titel     | Originaltitel     | Regssör(er)     | Produktionsland  |
| ----------------- | ----------------- | --------------- | ---------------- |
| Kajillionaire     | Kajillionaire     | Miranda Juli    | Förenta staterna |
| We Are Who We Are | We Are Who We Are | Luca Guadagnino | USA, Italien     |

### ACID
Följande filmer har fått en speciell och officiell etikett, av ACID (Association for the Distribution of Independent Cinema).
| Engelsk titel                                                                    | Originaltitel             | Regissör(er)                         | Produktionsland              |
| -------------------------------------------------------------------------------- | ------------------------- | ------------------------------------ | ---------------------------- |
| Coalesce                                                                         | Les affuents              | Jessé Miceli                         | Kambodja, Frankrike          |
| Tightrope Walkers                                                                | Funambules                | Ilan Klipper                         | Frankrike                    |
| The Seeds We Sow                                                                 | Les Graines que l'on sème | Nathan Nicholovitch                  | Frankrike                    |
| Il Mio Corpo                                                                     | Il Mio Corpo              | Michele Pennetta                     | Schweiz, Italien             |
| The Last Hillbilly                                                               | The Last Hillbilly        | Diane Sara Bouzgarrou, Thomas Jenkoe | Frankrike, Qatar             |
| Far From You I Grew                                                              | Loin de vous j'ai grandi  | Marie Dumora                         | Frankrike                    |
| Should the Wind Fall (presenteras med filmfestivalens officiella urval i Cannes) | Si le vent tombe          | Nora Martirosyan                     | Frankrike, Belgien, Armenien |
| Last Days of Spring                                                              | La Última Primavera       | Isabel Lamberti                      | Nederländerna, Spanien       |
| Walden                                                                           | Walden                    | Bojena Horackova                     | Frankrike, Litauen           |

Programmet ACID Trip # 4, skulle ha ägnats sig åt ung chilensk film, men har skjutits upp till nästa upplaga 2021.